# Con questa luce
Con questa luce è un singolo della cantautrice italiana Giordana Angi, pubblicato il 10 novembre 2023 come secondo estratto dal secondo EP Giordana.

## Tracce
Download digitale – versione spagnola
1. Fuegos Artificiales (feat. Shaggy) – 3:13

Download digitale – versione inglese
1. Ecstatic (feat. Shaggy) – 3:13

Download digitale – versione francese
1. Danser (feat. Shaggy) – 3:13

Download digitale – versione italiana
1. Con questa luce (feat. Shaggy) – 3:13

Download digitale – Remix spagnolo
1. Fuegos Artificiales (feat. Shaggy) (Remix) – 2:49

Download digitale – Remix inglese
1. Ecstatic (feat. Shaggy) (Remix) – 2:49

Download digitale – Remix francese
1. Danser (feat. Shaggy) (Remix) – 2:49

Download digitale – Remix italiano
1. Con questa luce (feat. Shaggy) (Remix) – 2:49

## Video musicale
Il video è stato pubblicato il 10 novembre 2023 sul canale YouTube della cantante.